# Péter Székely
Péter Székely (* 8. Februar 1955 in Budapest; † 31. August 2003 ebenda) war ein ungarischer Schach-Großmeister, Schachtrainer und Schachjournalist.
Székelys größter Erfolg war der 2. Platz bei der Junioreneuropameisterschaft (U20) 1974 in Groningen mit 0,25 Sonneborn-Berger-Punkten Rückstand auf den Sieger John Nunn, den er im direkten Vergleich mit Schwarz besiegte. Székely wurde 1976 Internationaler Meister.
Székely gewann die Turniere in Zalaegerszeg 1974 und Bagneux 1986. Er war immer sehr vorsichtig und hat sehr oft unentschieden gespielt. Székely war Trainer der Polgár-Schwestern, er war Sekundant von Gyula Sax (1979) und Zoltán Ribli (1982) bei ihren Zonenturnieren. Im Alter von 48 Jahren starb er nach einem Herzinfarkt.
Székelys letzte Elo-Zahl betrug 2408, seine höchste Elo-Zahl von 2505 erreichte er im Januar 1994.
In Ungarn spielte Székely für verschiedene Vereine, so nahm er mit dem MTK Budapest FC und Törökvész Budapest am European Club Cup teil und spielte in der ungarischen Mannschaftsmeisterschaft unter anderem in der Saison 1999/2000 für DOZSO SE Pécs, in der Saison 2001/02 für Vízügyi SC und in der Saison 2002/03 für Gödöllői Sakkbarátok Egyesülete.